# Super-Single-Reifen

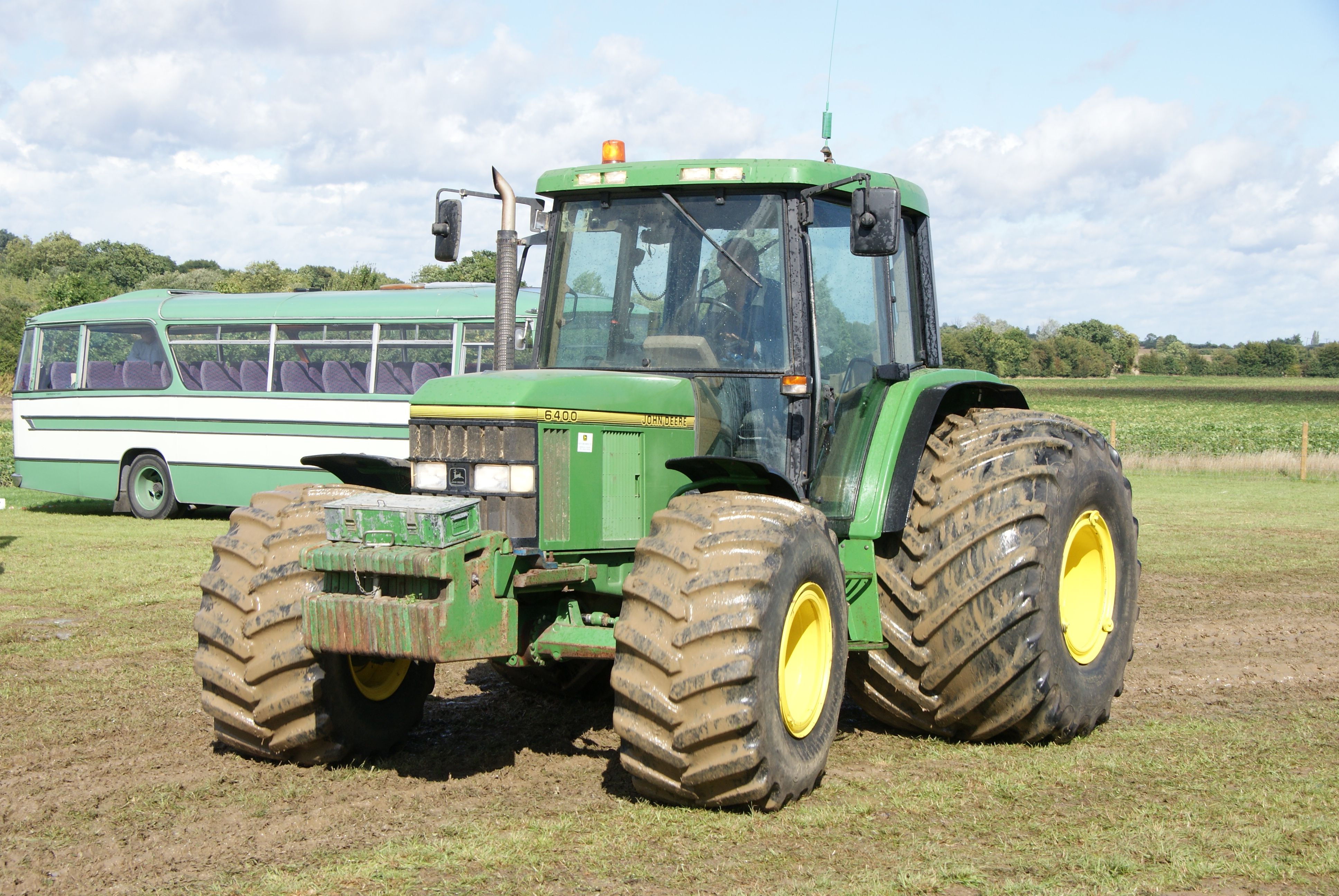
Traktor mit überbreiten Reifen statt Zwillingsbereifung für geringere Bodenverdichtung

Die Bezeichnung Supersingle steht für einen Nutzfahrzeugreifen mit Überbreite.
Sinn dieses Reifentyps ist es anstelle einer Zwillingsbereifung die Achslast zu tragen. Die Vorteile einer Supersingle-Bereifung ergeben sich aus der – verglichen mit einer Zwillingsbereifung – geringeren Baubreite.
Da sich der Vorteil der geringeren Baubreite allerdings nur mit einem auf den neuartigen Reifen „zugeschnittenen“ Rahmen in ein erhöhtes Ladevolumen umsetzen lässt, kommt das größte Kaufargument bislang nicht zum Tragen.
Aufgrund der geringen Akzeptanz am Markt existieren nahezu keine Rahmen, welche auf den Supersingle zugeschnitten sind; der Bauraumvorteil bleibt daher bislang ungenutzt.
Ein weiterer Vorteil des Supersingles ist in seinem geringeren Rollwiderstandsbeiwert zu sehen. Dieser liegt im Bereich von {\displaystyle c_{\mathrm {R} }=0,0045}, wohingegen für eine Zwillingsbereifung üblicherweise Werte um 0,006 angenommen werden.
Ein Nachteil des Supersingle-Reifens ist die fehlende Redundanz. Fällt bei einer Zwillingsbereifung ein Reifen aus, so kann die Achslast zumindest kurzzeitig von dem noch intakten Reifen getragen werden. Versagt hingegen der Supersingle-Reifen, so ist eine Weiterfahrt nicht mehr möglich.
Entgegengewirkt wird diesem bauartbedingten Nachteil durch die Ausstattung des Reifens mit Notlaufsystemen. Diese gibt es von verschiedenen Herstellern, wobei sich die Funktionsweise unterscheidet, aber ähnelt.